# متحف علي دينار
متحف علي دينار هو عبارة عن قصر علي الطراز التركي الاسلامي يقع بمدينة الفاشر التابعة لإقليم شمال دارفور بالسودان.

## النبذة التاريخية
تحول القصر  بتوجيه من الرئيس الراحل جعفر نميري إلى متحف، وذلك في 29 مايو 1977م، ويوجد داخل القصر عدد من الآثار المصنوعة من المرمر والفخار والنحاس والبرونز الصغير تعود إلى حضارة كرمة ومروي وعبري ومعبد كشك بدنقلا، وبعض الحضارات القديمة من النيل الأزرق، التي تم استقطابها من المتحف القومي، تعزيزا للمتحف، حيث تعرض على فترينات تحتوي على اسمها وتاريخها، وتماثيل من الطين، منها تماثيل يعود تاريخها إلى ما قبل الميلاد، كما يتوفر القصر على تبوتا والسلة، وهي عبارة عن أوانٍ خاصة بالميارم جمع ميرم، بجانب الأمبايا التي تنحت من سن الفيل أو العاج، وكذلك الساعة التي كانت هدية من أحد السلاطين، إضافة إلى المكحلة الخاصة بزوجاته، وتضم غرفته (الجبة) التي يلبسها في المناسبات الخاصة به، فهي مصنوعة من الخيط ومبطنة بالحرير الملون، وأخرى أهداها إلى ابنه السلطان سليمان، حيث تم استردادها بعد افتتاح المتحف لتكون ذكرى وتاريخاً للسلطان علي، علاوة على جبة أخرى تسمى (الجوخ) وتلبس عند تنفيذ الأحكام، وأيضا الفؤوس المطلية بالفضة والنحاس.

## التأسيس
بدأ العمل في تشييد قصر السلطان علي دينار 1871م واكتمل في العام 1912 شارك في بناء القصر الاتراك علي الطراز التركي الاسلامي، وتمت صناعه السقف من أخشاب «الصهب» وشبابيكه من الاخشاب المحلية مثل خشب القمبيل، ولم يستخدم لأغراض السكن بل لإدارة الدولة، ووضعت فيه الهدايا والغنائم القيمة التي كانت ترد إلى السلطان، وبعد موت السلطان أصبح مقرًا للكولونيل كلي قائد القوة البريطانية، ولاحقا أصبح مقرًا للمحافظين الوطنيين حتى 1976، وكان ذلك تحت اشراف الحاج عبد الرازق الملقب بباشا بوك
بعد ذلك أصبح القصر ثاني متاحف السودان بعد المتحف القومي بعد قرار أصدره الرئيس جعفر النميري، ويضم مقتنيات السلطان علي دينار ويحتوى المتحف علي هدايا قدمت للسلطان

## أهم المعروضات
يعرض المتحف آثار منتقاه من الفترة التي حكم فيها السلطان علي دينار حتي العام 1916 ، كما يعرض بعض الاثار المهمة مثل:
- طبلين من النحاس كانا يستخدمان في الإعلان للحروب والافراح [4]
- ملابس السلطان وعرشه
- أوان مطلية بالذهب
- مخطوطات اسلامية
- بنادق عتيقة

## إضافة المتحف لقائمة التراث العالمي
بعد ان تجاوز المتحف عمر المئة عام تمت اضافته لقائمه التراث العالمي لمنظمة اليونيسكو، وصرحت المديرة العامة لليونيسكو إيرينا بوكوفا: «إن التراث الثقافي والطبيعي الأفريقي يعد عاملا مهما من عوامل السلام والتنمية والابتكار».